# Андросов, Андрей Анатольевич
Андрей Анатольевич Андросов (12 января 1968) — украинский футболист, нападающий.

## Игровая карьера
Играть в футбол начал во время службы в советской армии в команде СКА (Одесса). После армии играл в любительских командах Одесской области.
В 1994 году провёл сезон в высшей лиге Финляндии, выступая в клубе «Оулу», а уже в следующем году дебютировал в высшей лиге чемпионата Украины как игрок «Николаева». Первый матч: 04.03.1995 г.	СК «Николаев» — «Верес», 1:0.
Проведя один год в Николаеве, футболист перебрался в начале 1996 года в Мариуполь, где с местным «Металлургом» за три сезона прошёл путь из второй лиги в высшую.